# جام طلایی کونکاکاف ۱۹۹۳
جام طلایی کونکاکاف ۱۹۹۳ دومین دوره جام طلایی کونکاکاف بود که با شرکت تیم‌های عضو کونکاکاف (آمریکای شمالی، آمریکای مرکزی و کارائیب) برگزار شد. در پایان مسابقات تیم ملی فوتبال مکزیک برای اولین بار به مقام قهرمانی رسید.